# Reformuniversität
Reformuniversität (en alemany; lit. "universitat de reforma") és el nom que reben, en l'àmbit germanoparlant, aquelles universitats que intenten combinar diverses disciplines científiques, com ara les humanitats amb les ciències socials. La majoria es van fundar durant les dècades del 1960 i 1970. Aquesta connectivitat entre les diferents disciplines, sovint es reflecteix en l'arquitectura de la mateixa universitat, que no separa les facultats espacialment.

## Història
Ja a finals del segle xvii i a principis del XVIII comencen a aparèixer, com ara a Halle o a Göttingen, les primeres universitats d'aquest tipus, per tal de diferenciar-se dels models d'ensenyament tradicionals.

## Exemples actuals
- La Universitat de Bielefeld va ser fundada pel sociòleg Helmut Schelsky per permetre-hi el treball interdisciplinari. En l'arquitectura, l'estreta connexió entre els departaments s'expressa mitjançant una sala central que connecta amb totes les facultats.
- La Universitat de Constança es va fundar el 1966 com a Reformuniversität: no es van crear instituts, els departaments van ocupar el seu lloc per desenvolupar l'ensenyament a partir de la recerca. En comptes de facultats, hi ha tres seccions. Per poder superar millor els límits de les assignatures, es va adoptar el concepte de campus anglosaxó i es van centralitzar serveis com ara el menjador i la biblioteca.
- La Universitat d'Erfurt és una Reformuniversität d'humanitats amb un perfil de ciències culturals i socials.[1]
- La Universitat Tècnica de Dortmund, fundada durant la reforma educativa de finals dels anys seixanta, també es descriu com a Reformuniversität.
- La Universitat Humboldt de Berlín ara també utilitza el terme, fent referència al seu pare fundador Wilhelm von Humboldt, que va intentar impartir una educació humanística als estudiants unint l'ensenyament amb la recerca.